# 四川大学校友列表
四川大学校友列表包含曾经在四川大学、成都科技大学或华西医科大学就读过的校友。
百余年来，四川大学承文翁之教，聚群贤英才：“新中国教育的开拓者”吴玉章、共和国开国副主席张澜、中国近代科学开拓者任鸿隽、原中华民国教育部部长黄季陆、“东方黑格尔”张颐、中国杰出的数学家柯召、原台湾“教育部部长”程天放等都曾执掌校务；
哲学大师冯友兰、国学大师蒙文通、龙学泰斗杨明照、美学大师朱光潜、中美文教交流第一人路得·那爱德、“中国公共卫生之父”陈志潜、“中国比较文学之父”吴宓、“中国物理学之父”吴大猷、“中国塑料之父”徐禧、“汉园三诗人”之一的卞之琳、生物学家周太玄、植物学家方文培、“皮革宗师”张铨、“新史学”名家徐中舒、中国音乐界泰斗郎毓秀、现代韩国的主要缔造者之一的金奎植、中国口腔医学创始人林则、“世界著名的和平战士”文幼章等都曾在此任教；
中科院老院长郭沫若、著名作家巴金、共和国的主要缔造者朱德、厚黑教主李宗吾、红学泰斗周汝昌、“汉字守护人”杜道生、原国家主席杨尚昆、一代英烈江竹筠（江姐）、世界道教学泰斗卿希泰、国务委员戴秉国、“经济界参政掌门”陈昌智、嫦娥二号卫星总指挥张廷新、“中国电影教父”韩三平、央视著名主持人王小丫、“童话女王”杨红樱、著名主持人刘仪伟、著名歌手张靓颖、澳网女双冠军郑洁晏紫、“水中金花”蒋文文蒋婷婷、中国民间保钓第一人童增、英国的第一位工程院华人院士宋永华、著名经济学家蒋学模、“中国模拟人之父”林大全、2010年内地首富李锂、大陆希望集团CEO陈斌、著名诗人流沙河、著名翻译家钟述孔、“中国都市报之父”席文举、“熊猫爸爸”张和民、中国近现代音乐学的开拓者和创始人王光祈、原东方卫视台长陈梁、清华大学新传学院常务副院长尹鸿、“西南杂交水稻之父”周开达、德胜洋楼有限公司总监聂圣哲、沃尔玛中国高级副总裁王渝佳、中国移动副总裁李正茂、华图教育董事长易定宏、学而思董事长张邦新、中华英才网创始人张杰贤、中国财商第一人汤小明、“最牛愤青教授”郑强、奥运冠军张山、朱玲等曾在川大求学。中国科学院和中国工程院院士中，有50余位是川大校友；2001年评选的近代50位“四川文化名人”中，有36人是川大校友。

## 学界
- 童恩正：著名考古学家、科幻作家，美国匹茨堡大学教授，洛杉矶加州大学人类学系教授，德国考古研究所通讯院士，1961年毕业于四川大学历史系
- 罗志田：普林斯顿大学博士， 著名历史学家，北京大学历史系教授，1981年毕业于四川大学历史系
- 宋永华：英国皇家工程院院士、澳门大学校长，前利物浦大学[永久]副校长
- 卢欣：牛津大学临床医学系肿瘤遗传学教授，拉德维戈肿瘤研究所所长，世界肿瘤分子学领域著名科学家
- 何明跃 ：剑桥大学Babraham Institute研究室主任
- 王小勤：约翰霍普金斯大学生物医学工程系及神经科学系教授、美国总统青年科学家奖获得者
- 郑诣先：约翰霍普金斯大学生物系兼职教授，美国华盛顿卡耐基研究所研究员
- 张曙光：麻省理工学院高级研究员，生物医学工程中心副主任
- 李其康：麻省理工学院高级研究员，高能量密度物理与惯性聚变研究部副主任APS Fellow
- 朱正亚：麻省理工学院地球资源实验室高级研究员
- 陈正一：哈佛大学医学院耳聋分子研究及再生研究实验室负责人，2005年最具成就的50名美国科学家之一
- 程震：斯坦福大学医学院肿瘤分子影像化学实验室负责人、助理教授
- Jun Deng：耶鲁大学医学院放射治疗系副教授
- 孙守恒：布朗大学化学系教授，“全球顶尖100化学家”第31位
- 王勇：美国太平洋西北国家实验室环境与分子科学部首席科学家，美国绿色化学总统奖得主
- 杨虎：弗吉尼亚联邦大学化学与生命科学工程教授，Qimonda讲席教授，美国国家自然科学基金会青年科学家成就奖获得者
- 阮勇斌：密歇根大学数学系教授，1998ICM 45分钟报告人
- 郑友律：物理系本科。美国蒙大拿大学计算机系终身教授 （1987-1996），两项美国国家自然科学基金会研究项目基金得主。《计算机网络》575 页，Oxford University Press，2002 年，《计算机网络（工科类）》清华大学出版社 中文版，2004
- 郁国梁：Vanderbilt大学数学系教授，2006ICM45分报告人
- 陈永川：中国科学院院士，国际著名数学家，南开大学副校长。1984年获四川大学计算机软件学士学位，四川大学数学系硕士，麻省理工学院应用数学博士
- 张跃宏：普林斯顿大学东亚系助理教授
- 冯军：加州大学伯克利分校教授，劳伦斯国家实验室研究员、终身科学家，劳伦斯国家实验室杰出研究成效奖获得者
- 黄平：中华美国学会会长，中国社会科学院美国研究所所长、国际政治中心主任，中国社科院研究生院美国系主任（博士生导师）、《美国研究》主编，1982年毕业于四川大学哲学系 伦敦经济政治学院（LSE）博士
- 林華珍：西南財經大學 统计研究中心主任，長江學者，国际数理统计协会IMS fellow

## 政界
- 戴秉国：原国务委员，中共中央外事办主任，中共中央国安办主任，原对外联络部部长，原外交部党委书记、常务副部长
- 陈昌智：全国人大常委会副委员长，民建中央主席
- 韩天石：原中央纪委书记，曾参与组织领导了北京大学的“一二•九”学生爱国运动
- 申健：首任驻古巴大使，中共中央对外联络部原副部长 特工“后三杰”之一
- 杨析综：原中共河南省委书记、原四川省省长
- 王鸿举：原重庆市市长
- 王怀安：原最高人民法院副院长，“功勋天平奖”获得者
- 黄小祥：四川省副省长
- 张晓兰：甘肃省副省长、中共甘肃省委常委、省纪委书记、原团中央书记处书记
- 蒋先进：原公安部副部长兼政治部主任，中国人民公安大学校长，全国政协委员
- 李滨生：全国总工会书记处书记
- 黄丹华：国资委副主任、纪委书记，四川大学经济系硕士
- 姜洋：中国证券监督管理委员会副主席，1982年毕业于四川大学经济系

## 商界
- 李锂：2010年内地首富，海普瑞公司董事长
- 陈斌：大陆希望集团总裁
- 赵永庄：中国第一位国际注册资产管理师，北京永庄文化发展有限公司董事长，1982年毕业于四川大学中文系
- 许志华：匹克集团CEO
- 卓朝阳：英国EDWARD国际投资管理有限公司CEO，安琪儿医疗（中国）控股集团创始人、董事长)
- 李赛时：美国Spectrum-Prime Solutions公司总裁
- 余刚：香港财华社集团有限公司创办人、总裁
- 李雪刚：香港招商局富鑫资产管理有限公司总裁
- 青松：安信证券股份有限公司执行总裁
- 蒋涛：CSDN创始人、总裁
- 张杰贤：中华英才网创始人，风尚紫页资讯（北京）有限公司总裁
- 张邦鑫：学而思国际教育集团有限公司（纽交所上市）创始人、董事长、首席执行官
- 易定宏：华图教育总裁、董事长
- 戴峰：深圳创道地产集团创始人、董事长、总经理
- 诸蜀宁：渣打银行(中国)新资本协议总监
- 蔡明：深圳民森投资有限公司董事长兼投资决策委员会主任
- 石劲磊：八界网董事长兼CEO
- 李正茂：中国移动通信集团公司副总
- 王渝佳：沃尔玛中国高级副总裁
- 李康生：峨眉电影集团原董事长，毕业于四川大学中文系
- 赵元军：中国创业投资公司总经理，国影基金管理公司合伙人  四川大学学士，芝加哥大学硕士，休斯敦大学博士
- 汤小明：中国财商第一人，“中国富爸爸”，北京财商教育培训有限公司董事长，1983年毕业于四川大学数学系
- 吴沙林：美国Wyze Labs合伙人、副总裁

## 文娱界
- 流沙河：著名诗人、作家
- 冉云飞：作家、“2008年度百位华人公共知识分子”之一
- 李志绥:  医学博士，作家。1945年毕业于华西协和大学。
- 张戎：原名张二鸿，毕业于四川大学英文系，英國籍華裔作家，現居倫敦。生於中國四川宜賓，曾於四川大學擔任助理講師。她在英國約克大學取得博士學位，是中華人民共和國建立後獲英國大學博士學位的首位中国大陆公民。著有英文书《鸿：三代中国女人的故事》 、《毛泽东：鲜为人知的故事》等。
- 韩三平：著名导演，中国电影集团公司董事长，中国电影界“大佬”，北京大学文化产业研究院特约研究员
- 胡绩伟：人民日报社原社长、总编辑，1936—1939年四川大学经济系
- 熊复：中宣部原常务副部长兼新华社社长，《红旗》杂志原总编辑。1936年就入学国立四川大学教育系
- 缪海稜：新华社原副社长，主持筹建新华社新闻研究部并兼任主任，1937年肄业于国立四川大学外国语文学系
- 刘宜勤：中央电视台原副台长，中国体育电视卫星传送第一人，1964年毕业于四川大学物理系
- 席文举：“中国都市报之父”，华西都市报创始人、第一任总编辑，1967年毕业于四川大学数学系
- 余刘文：南方周末原著名记者，南方都市报南方传媒研究院执行院长，1991年毕业于四川大学中文系
- 陈梁：东方卫视原台长，现上海东方传媒集团有限公司副总裁，1985年毕业于四川大学中文系新闻专业
- 长平：著名传媒人，时评家，南方周末原新闻部主任，南都周刊副总编辑，1991年毕业于四川大学中文系
- 张邦凯:　四川出版集团有限责任公司董事长，毕业于四川大学中文系
- 段文桂: 巴蜀书社创建人，原社长，毕业于四川大学历史系
- 王小丫：中央电视台主持人
- 戴思杰：著名导演，著名作家
- 隆学义：中国戏曲最高奖梅花奖得主，著名剧作家，1965年毕业于四川大学中文系
- 刘仪伟：上海东方卫视主持人，原央视《天天饮食》主持人
- 张靓颖：女歌手

## 其他领域
- 钟述孔：中国资深外交官，周总理翻译，国际气候谈判奇才，联合国总部技术合作发展规划司司长，1949年毕业于四川大学英国语文系
- 丁往道：“新中国60年百名英语教育优秀人物”入选者，中国外语教学的杰出人物，北京外国语大学著名教授，1946年毕业于四川大学外语系
- 冯元春：著名思想家，烈士，最早揭露毛泽东独裁专制的人之一，毕业于四川大学生物系
- 郑洁：澳网女双冠军，四川大学公共管理学院2004级工商管理专业
- 晏紫：澳网女双冠军，四川大学公共管理学院2004级法律专业
- 星巴（曾用名卓强）：第一个深入非洲保护野生动物的中国人，第一个在非洲注册NGO（非政府组织）的中国人，“非洲之友”野保论坛的创办人以及两个公益组织的发起人和主席，1996年毕业于四川大学外国语学院英语专业
- 童增：中国民间对日索赔第一人，中国民间保钓联合会会长；中祥投资有限公司董事长兼总经理，中源投资管理有限公司总经理，1982年毕业于四川大学经济系